# Дом с котами (Киев)
Дом с кошками (укр. Будинок з котами), также известный, как Дом Ягимовского (укр. Буди́нок Ягимо́вського) — памятник архитектуры и истории дореволюционного Киева, расположенный на Гоголевской улице. Принадлежал Фёдору Ягимовскому. Своё название получил из-за обилия фигур кошек в декоре фасада. Некоторое время дом называли Замком Кощея.

## История

### К вопросу об архитекторе
Дом был построен известным инженером-архитектором Владимиром Бессмертным по заказу полковника Фёдора Ягимовского. Надо отметить, что отделка дома нехарактерна для творчества Бессмертного. Из-за этого городские легенды часто связывают сооружение особняка с Владиславом Городецким. Однако последние архивные исследования развенчали этот миф.

### Известные жители

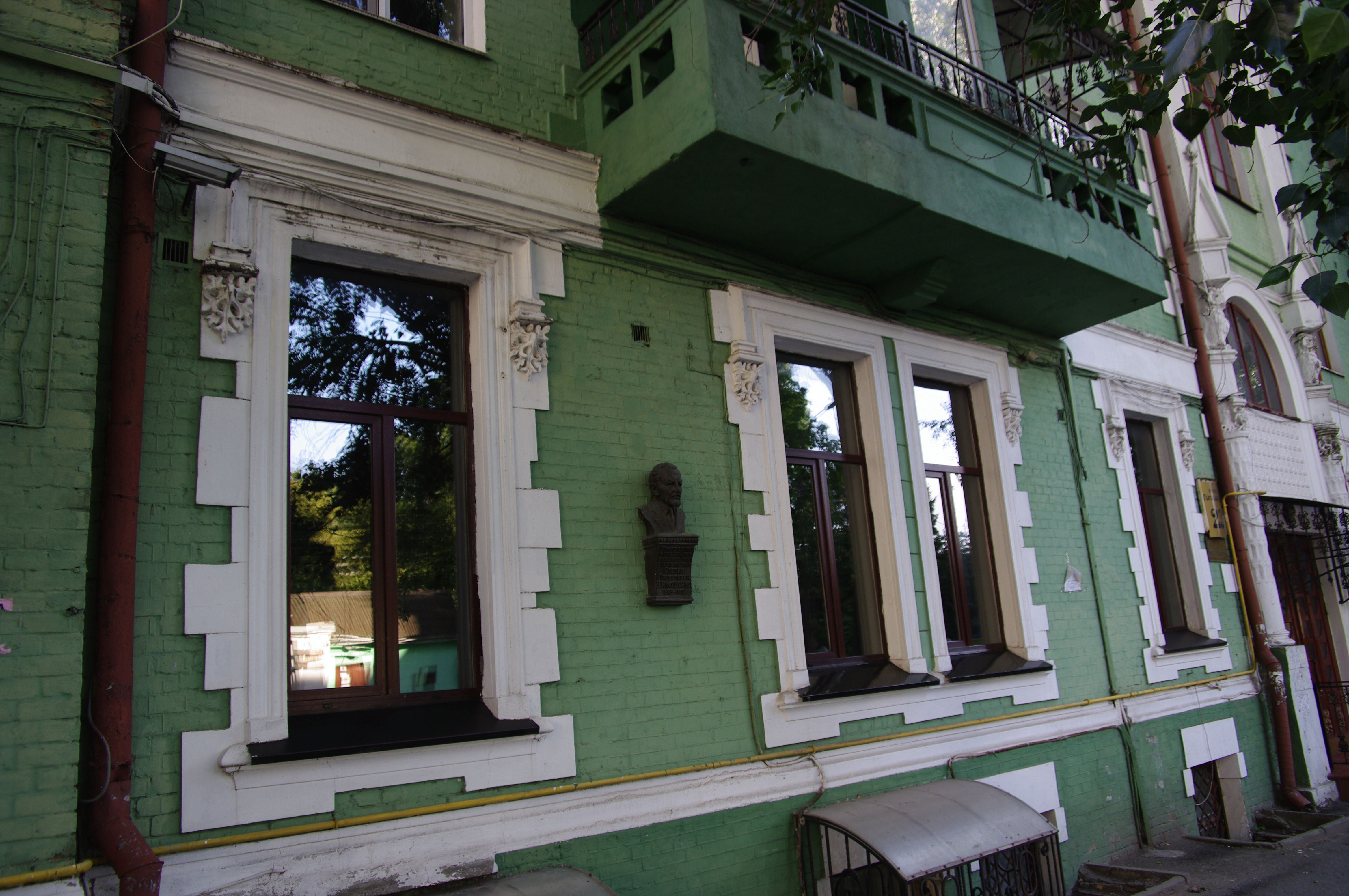
Мемориальная доска С. П. Тимошенко

В доме в разное время проживало немало людей, снискавших известность на разных поприщах. В частности, в 1917—1920 здесь квартировался историк и этнограф Николай Левченко. К концу 1920-х годов в доме жил учёный-механик Степан Тимошенко, в честь пребывания которого здесь на фасаде здания в 1995 году была установлена бронзовая памятная доска. Несмотря на то, что в доме проживали знаменитости, по городу ходят слухи, что дом является причиной многих драматических судеб, находиться у него опасно, а фигуры животных на фасаде — не что иное, как мистические послания.

### Современность
В наше время помещения заняты жилыми квартирами и апартаментами, а на первом этаже располагается адвокатская контора.

## Общее положение
Дом в плане имеет Т-образную форму. Сам дом имеет зелёную окраску, а весь декор выделен белым цветом — отсюда общая контрастность композиции. Со стороны улицы дом имеет 4 этажа, со стороны двора — 5. На каждом этаже по четыре квартиры, крайне неудобной планировки: комнаты узкие, окна редкие, кухни и спальни недостаточно освещены.

## Фасад
Известность зданию принёс диковинный фасад. Если быть точными, то оба из двух фасадов, каждый из которых выходит на пересекающиеся здесь улицы. Особый интерес фасады имеют благодаря своей асимметричности. Обилие живых существ на фасадах, придает зданию облик и черты родственные, например, Дому с химерами в Киеве. Фигуры и очертания элементов фасада относят его к модерну, орнаменты и скульптура — к неоготике.

### Функциональные части фасада
Большинство окон, балконов и дверей в силу многих своих особенностей выдают в себе произведения в стиле модерн, однако правилом это не стало. Балконы здания довольно разнообразны, однако несмотря на их изысканный декор, архитектор преследовал, в первую очередь, утилитарную цель. Об этом говорит тот факт, что все открытые балконы широки и просторны, оборудованы дренажной системой, в то время как в крытые проведены отопление и вентиляция.
|                                                       |                                                | |
| Полукруглое окно-витраж — соединение модерна и готики | Двустворчатая дверь с ажурными литыми перилами | Вытянутые прямоугольные окна, подчеркивая высоту и формируя с другими элементами ровные линии, придают архитектуре здания, в том числе и готический вид |

Окна и двери отличаются формами и размерами. В этом — оригинальное решение архитектора. Соединение экзотических модернистских полукруглых окон и сделанных под готику витражей давно стало визитной карточкой дома. Спорной остаётся идея расположить большие витражные окна у земли, так как это будет пропускать холод зимой и нагревать комнату летом.

### Декоративные детали фасада
Обилие представителей животного мира на стенах дома ассоциирует его архитектуру с архитектурой Дома с химерами. Однако не только звери и птицы удостоились чести быть показанными. Чёрт под самой крышей является венцом композиции, придает ей завершенность.
|                                     |                     |                                            |                                          |                                              |
| Зеленоглазая кошка, стерегущая окно | Две совы над дверью | Чёрт или Химера на самом верху, под крышей | Фамильный герб, расположенный под Чёртом | Четыре мужских маскарона: 2 грустных, 2 злых |

Другой известной чертой дома является присутствие у окон маскаронов. По сути говоря, каждый из них имеет своё выражение лица. С человеческими лицами на зелёном доме связывают немало городских легенд. Другой интересной деталью, часто подмечаемой туристами, являются фигуры сов.